# Донівське сільське поселення
Доні́вське сільське поселення (рос. Доновское сельское поселение) — сільське поселення у складі Калганського району Забайкальського краю Росії.
Адміністративний центр — село Доно.

## Історія
Село Доно 1-е було утворено 2013 року шляхом виділення зі складу села Доно.

## Населення
Населення сільського поселення становить 664 особи (2019; 800 у 2010, 978 у 2002).

## Склад
До складу сільського поселення входять:
| Населений пункт | Населення, осіб (2002) | Населення, осіб (2010) |
| --------------- | ---------------------- | ---------------------- |
| Доно, село      | 978                    | 800                    |
| Доно 1-е, село  | -                      | -                      |